# Pablo y Juliana
Pablo y Juliana son dos mártires cristianos venerados como santos. Ambos eran hermanos y sufrieron martirio por orden del emperador Aureliano en 273, aunque también se afirma que murieron en 275.

## Martirio
Pablo y Juliana nacieron en Tolemaida, Galilea (Israel), en el siglo III. Pablo tomó la decisión de estudiar las Sagradas Escrituras hasta tener dominio de las mismas, procediendo a continuación a ejercer la labor de predicador. Cuando un día del año 273 el emperador Aureliano llegó a Tolemaida, Pablo instó a su hermana Juliana a demostrar valentía y mantenerse firme en la fe cristiana pese a las persecuciones que empezaban a asolar la región. Varios paganos griegos, al ver a Pablo efectuar sobre su cuerpo la señal de la cruz a medida que pasaba la comitiva, apresaron al hombre y lo condujeron de inmediato ante el emperador. Tras rechazar a los ídolos, Aureliano ordenó que Pablo fuese torturado. En principio, el mártir fue colgado y lacerado con látigos a los cuales se hallaban atados ganchos de hierro; cuando Juliana vio lo que estaba ocurriendo, denunció al emperador acusándolo de tirano, lo que provocó que fuese apresada y arrojada a un caldero de brea ardiendo, si bien tanto ella como su hermano siguieron permaneciendo fieles al cristianismo, no sufriendo ambos ninguna herida. Los mártires fueron a continuación tumbados sobre camas de hierro al rojo vivo y lacerados en la espalda. Dos de los verdugos, Kodratos (o Quadratus) y Akakios (o Acacius), se apiadaron de los hermanos y se convirtieron al cristianismo, motivo por el que murieron decapitados. Tras esto, Pablo y Juliana fueron encadenados y mantenidos en prisión, donde varios ángeles se aparecieron y curaron sus heridas además de proporcionarles pan y agua como alimento.
Debido a su negativa a ofrecer sacrificios a los dioses paganos, los dos mártires fueron golpeados. Uno de los verdugos, Stratonikos (o Stratonicus), se compadeció de Juliana y empezó a creer en Cristo, ofreciendo desposarse con ella y tratar de salvarla, si bien la mujer se negó y le instó en su lugar a cumplir la sentencia. Cuando el emperador tuvo conocimiento de los hechos, mandó decapitar a Stratonikos, siendo entretanto los hermanos arrojados a un pozo repleto de reptiles y serpientes venenosas. Viendo que los mártires seguían indemnes pese a las torturas sufridas, Aureliano ordenó que Pablo fuese golpeado en la cabeza con plomo y posteriormente azotado en todo el cuerpo con ramas de espino por cuatro soldados. Entretanto, Juliana fue enviada a un lupanar con el fin de que fuese ultrajada. No obstante, un ángel acudió en su ayuda; cada vez que un hombre se acercaba con el fin de ofender a Juliana, el ángel barría polvo con los pies en dirección a los ojos del atacante, dejándolo ciego. La mujer, conmovida, rezó y derramó agua sobre los ojos de los hombres que habían quedado invidentes, quienes gracias a ello recobraron la vista.
Renuentes a adorar a los ídolos paganos, Aureliano ordenó que ambos fuesen arrojados a un pozo en llamas para ser lapidados, pero en ese momento un ángel apareció y amenazó con una lluvia de fuego al emperador, quien, asustado, mandó que Pablo y Juliana fuesen sacados del pozo y sus ojos arrancados, para luego ser ambos atados a una estaca con el fin de morir quemados en la hoguera. Debido a que el fuego no logró dañarlos, Aureliano ordenó que los hermanos fuesen decapitados, cantando Pablo y Juliana mientras acudían al lugar del suplicio: «Porque Tú nos has salvado de aquellos que nos afligían y has avergonzado a aquellos que nos odiaban».

## Veneración
Pablo y Juliana fueron incluidos en el martirologio romano, aunque debido a la escasez de datos históricos verificables, ambos fueron retirados del mismo en 2004. Respecto a Juliana, la mártir tiene el honor de poseer una estatua en la Basílica de San Pedro, obra de Giovanni Pietro Mauri entre los años 1702 y 1703. La escultura, de 3,10 metros de altura, muestra a una mujer luciendo un sencillo vestido y una capa larga sujeta en parte por su mano izquierda. Esta estatua fue objeto de varias intervenciones, las cuales incluyeron un nuevo rostro para la imagen.